# Hans Walter Aust
Hans Walter Aust (Mainz, 1900. június 20. – 1983. április 28.) német újságíró. Több újságnak is írt cikkeket, 1933-ban csatlakozott a náci párthoz.

## Munkái
- Deutsche Außenpolitik. Für einen Friedensvertrag mit Deutschland. Sonderheft 1 der Zeitschrift, Rütten & Loening, Berlin, 1959
- Die Widersprüche zwischen den Westmächten und die Rolle der Bonner Militaristen Reihe: Material für Agitatoren und Propagandisten, Hg. SED. Dietz, Berlin, 1960[2]
- Südostasien zwischen gestern und morgen. in: "Deutsche Außenpolitik." Rütten & Loening, Berlin, 1962
- Die Krise des Krupp-Konzerns in: Deutsche Außenpolitik, Deutscher Verlag des Wissens, ISSN 0011-9881, Vol. 12/1967, S. 550-562. Berlin, 1967